# Давид Алфаро Сикейрос
Хосе́ Дави́д Алфа́ро Сике́йрос (на испански: José David Alfaro Siqueiros) е мексикански художник, живописец, график и стенописец.

## Биография
Роден е на 29 декември 1896 г. в Санта Росалия (днес Камарго) в щата Чиуауа в заможно семейство. Политически активист, участник в комунистическото движение в Мексико.
Умира на 6 януари 1974 г. в Куернавака.

## Галерия
- Новата демокрация (1945) в Двореца на изящните изкуства в Мексико
- Незавършен стенопис върху тавана на стълбище в колежа „Сан Илдефонсо“ в Мексико
- Културен полифорум „Сикейрос“ в Мексико
- Културен полифорум „Сикейрос“ – портрети на мексикански стенописци
- Портрет на Ороско в Културен полифорум „Сикейрос“
- Стенопис в Културния център „Инясио Рамирес“ в Гуанайуато

## За него
- Debroise, Olivier. Otras rutas hacia Siqueiros. Mexico City: INBA/Curare 1996.
- Debroise, Olivier. So Far from Heaven: David Alfaro Siqueiros' „The March of Humanity“ and Mexican Revolutionary Politics. Cambridge: Cambridge University Press 1987.
- González Cruz Manjarrez, Maricela. La polémica Siqueiros-Rivera: Planteamientos estéticos-políticos 1934 – 35. Mexico city: Museo Dolores Olmedo Patriño 1996.
- Harten, Jürgen. Siqueiros/Pollock: Pollock/Siequeiros. Düsseldorf: Kunsthalle 1995.
- Jolly, Jennifer. „Art of the Collective: David Alfaro Siqueiros, Josep Renau, and their Collaboration at the Mexican Electricians' Syndicate.“ Oxford Art Journal 31 no. 1 (2008) 129 – 51.
- Portrait of a Decade: David Alfaro Siqueiros. Mexico City: MUNAL/INBA 1997.
- Siqueiros, David Alfaro. „Rivera's Counter-Revolutionary Road.“ New Masses May 29, 1934.
- Siqueiros: El lugar de la utopía. Exhibition catalogue, Mexico City: INBA and Sala de Arte Pública Siqueiros 1994.
- Tamayo, Jaime. „Siqueiros y los orígenes del movimiento rojo en Jalisco: El movimiento minero.“ Estudios sociales 1, no. 1 (July–October 1984):29 – 41.
- Tibol, Raquel. Siqueiros, vida y obra. Mexico City: Colección 1973.
- Tibol, Raquel, David Alfaro Siqueiros, Shifra M. Goldman, and Agustín Arteaga. Los murales de Siqueiros. Mexico City: Instituto Nacional de Bellas Artes, 1998.